# طلب عمل (فلم)
طلب عمل هو فيلم تلفزي مغربي من إخراج سعد الشرايبي سنة 2005، و بطولة كل من زكرياء لحلو، حميد نجاح، هدى الريحاني، طارق البخاري، فريد الركراكي، السعدية لديب، محمد البسطاوي، وآخرين.

## القصة
يحكي الفيلم قصة ثلاثة أصدقاء شباب حاملين شهادات، لم يتوانوا في بعث مراسلات أو طرق الأبواب الممكنة بحثا عن عمل. أحد أولئك الشباب (مراد) تتجاذبه متاعب أخرى، فهو موزع بين أب فقد ذاكرته وخطيبة تشترط عليه قبل أي شيء وضعية مادية قارة. ومن حين لآخر، يمر الأصدقاء الثلاثة على حارس معمل نسيج أُغلقت أبوابه منذ مدة، ليسألوه عما إذا كان المعمل سيعود إلى نشاطه في يوم من الأيام. ومرة، يفكر الحارس في مساعدتهم على تجاوز وضعيتهم المأزومة، فيقترح عليهم القيام بسرقة الكميات الهائلة من الثوب التي تركت في المعمل دون أن يسأل عنها أحد. يتحمس صديقا مراد للخطة، أما هو فيبقى متحفظا، خصوصا بعدما تلقى ردا إيجابيا عن أحد طلبات الشغل.